# Goniocraspedon
Goniocraspedon är ett släkte av fjärilar. Goniocraspedon ingår i familjen nattflyn.
Kladogram enligt Catalogue of Life:
| Goniocraspedon | \| \| Goniocraspedon mistura \| \| \| \| \| \| Goniocraspedon subdentata \| \| \| \| |
|                | \| \| Goniocraspedon mistura \| \| \| \| \| \| Goniocraspedon subdentata \| \| \| \| |
|                | Goniocraspedon mistura                                                               |
|                |                                                                                      |
|                | Goniocraspedon subdentata                                                            |
|                |                                                                                      |